# 闍耶訶梨跋摩二世
闍耶訶梨跋摩二世（？—1160年代梵文名，Jaya Harivarman II），占婆12世紀中期国王。其名出自美山碑。
其父闍耶訶梨跋摩一世去世后，闍耶訶梨跋摩二世繼位。具體年代不詳，《宋史》记载1162年十月新繼位的宋孝宗為安南都护、南平王李天祚、阇婆国王悉里地茶兰固野、占城国王邹时阑巴（闍耶訶梨跋摩一世）并加食邑实封。說明他在這之後即位。1166年末1167年初，他被鄒亞娜篡位。其子在其父死後五十餘年后（1220年）復國。
子女
- 闍耶波羅密首羅跋摩二世
- 闍耶因陀羅跋摩六世
- 保脱秃花
- 因陀罗跋摩六世之母